# Francesco Cavazzoni
Francesco Cavazzoni (Bologna, 1559 – 1612) è stato un pittore italiano del primo barocco.

## Biografia
Studiò con Ludovico Carracci e Bartolomeo Passarotti. Sua una Predicazione di Cristo alla Maddalena per la chiesa di Santa Maria Maddalena a Bologna. Dipinse anche alcuni affreschi andati perduti e scrisse anche sulla storia dell'arte.

## Opere

### Pittura

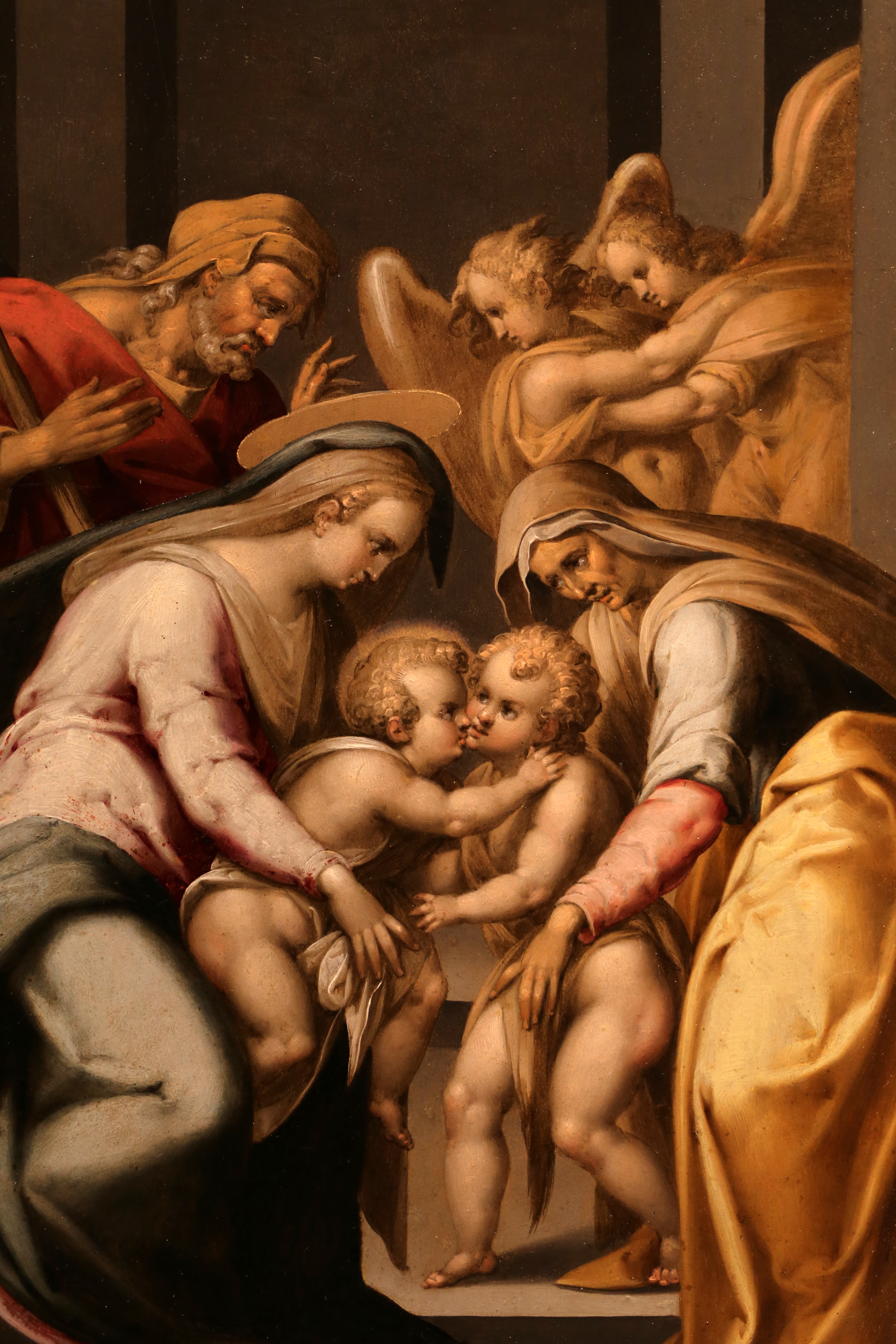
Sacra famiglia coi SS. Elisabetta, Giovannino e due angeli

- San Giovanni predica alle turbe, Chiesa di San Giovanni in Monte, Bologna, 1580
- Predicazione di Cristo a Maria Maddalena Chiesa di Santa Maria Maddalena, Bologna, 1582
- Crocefissione, Pinacoteca nazionale di Bologna

### Storia dell'arte
- Pitture et sculture et altre cose notabili che sono in Bologna e dove si trovano..., Bologna, 1603
- Corona di gratie e favori, et miracoli della gloriosa Vergine Maria, fatta in Bologna dove si tratta delle sue sante et miracolose immagini cavate dal suonaturale con i suoi principii, Bologna, 1608
- Esemplario della nobile arte del dissegno per quelli che si dilettano delle virtù, mostrando a parte per parte con simmetria, anatomia e geometria et altri modi, per intendere tutti li principij con le sue dichiarazioni assignate di Francesco Cavazzoni..., Bologna, 1612